# Onze-Lieve-Vrouw-Hemelvaartkerk (Raamsdonksveer)
De Onze Lieve Vrouwe Ten Hemelopnemingkerk is een kerkgebouw in Raamsdonksveer in de gemeente Geertruidenberg in de Nederlandse provincie Noord-Brabant. De kerk staat aan de Grote Kerkstraat 9.
De kerk is gewijd aan de Maria-Tenhemelopneming.

## Geschiedenis
Op 19 september 1843 kreeg Raamsdonksveer haar eigen parochie.
Op 3 december 1843 werd een schuurkerk ingezegend als het godshuis van de nieuwe parochie. Deze stond tussen de Prins Hendrikstraat en Smidshof op het achterste gedeelte van Party-Centrum ‘De Witte Leeuw’ aan de Prins Hendrikstraat 6. Voor 3 december gingen de bewoners van Raamsdonksveer te kerke in Raamsdonk of Geertruidenberg.
In 1862 maakte men plannen om een nieuwe kerk te bouwen naar het ontwerp van architect Carl Weber en begon men met de bouw van een kerk die in 1864 klaar kwam. Op 4 juni 1864 werd de eerste mis opgedragen en op 6 juli 1868 vond de consecratie plaats.
De kerk werd te klein en men vroeg Pierre Cuypers een ontwerp te maken voor uitbreiding van de bestaande kerk. In 1892 begon de verbouwing, waarvan het eerste deel in dat jaar gereed kwam, een tweede deel op 18 juni 1893. Op 19 september 1893 bestond de parochie 50 jaar en vond de consecratie plaats van de verbouwde kerk. De kerk was niet alleen uitgebreid, maar had ook een kerktoren gekregen.
In mei 1940 beschoten Duitse militairen de toren, maar de schade kon hersteld worden.
Op 31 oktober 1944 bliezen Duitse militairen de toren op en dat veranderde de kerk deels in een ruïne. Men richtte toen twee noodkerken in en van het meest intact gebleven kerkdeel maakte men ook een noodkerk. Deze diende tot december 1957 als parochiekerk.
In december 1957 was het nieuwe kerkgebouw af, vond de consecratie plaats en werd ze in gebruik genomen. Deze kerk was gebouwd naar het ontwerp van architect Kees de Bever.

## Opbouw
De in traditionalistische stijl opgetrokken kruiskerk is noordwest-zuidoost gebouwd en bestaat uit een driebeukig schip met vijf traveeën in pseudobasilicale opstand, een transept met vierdingtoren en een halfronde apsis. De kerktoren is zijdelings geplaatst aan de noordoostzijde op een achtzijdig grondplan en heeft een plat tentdak. De vierdingtoren wordt gedekt door een piramidedak, de twee dwarsbeuken onder een zadeldaken en het schip met zijbeuken onder een zadeldak. Aan het transept zijn twee sacristieën aangebouwd.